# (15390) Znojil
(15390) Znojil est un astéroïde de la ceinture principale.

## Description
(15390) Znojil est un astéroïde de la ceinture principale. Il fut découvert le 6 octobre 1997 à l'Observatoire d'Ondřejov par Petr Pravec. Il présente une orbite caractérisée par un demi-grand axe de 2,58 UA, une excentricité de 0,07 et une inclinaison de 0,5° par rapport à l'écliptique.

## Compléments